# Centaurium malzacianum
Centaurium malzacianum là một loài thực vật có hoa trong họ Long đởm. Loài này được Maire mô tả khoa học đầu tiên năm 1939.